# NGC 1311
NGC 1311 is een balkspiraalstelsel in het sterrenbeeld Slingeruurwerk. Het hemelobject werd op 24 december 1837 ontdekt door de Britse astronoom John Herschel.

## Synoniemen
- PGC 12460
- ESO 200-7
- IRAS03186-5222